# Maynard (Massachusetts)
Maynard is een plaats in Massachusetts, ongeveer 40 kilometer ten westen van Boston. Bij de volkstelling van 2000 had het 10.433 inwoners.

## Geschiedenis
Maynard werd gevestigd in 1638 en werd officieel een gemeente in 1871.
In de jaren zestig, zeventig en tachtig was het over de hele wereld bekend als de locatie van het hoofdkantoor van het computerbedrijf Digital Equipment Corporation, ook bekend als DEC.
Met de overname van DEC door Compaq werd het hoofdkantoor gesloten. Dit veroorzaakte economische problemen in Maynard, zowel voor de gemeente door verminderde belastinginkomsten, als voor plaatselijke bedrijven die DEC en zijn werknemers als klanten hadden.
In de gebouwen waar vroeger het DEC hoofdkwartier was, "the Mill" ("de fabriek") in het centrum van Maynard, zijn nu een aantal nieuwe start-up bedrijven gevestigd.